# Vranové 2.díl
Vranové 2.díl je pravobřežní díl vesnice Vranové a část obce Malá Skála v okrese Jablonec nad Nisou. Nachází se asi 1 km na jih od Malé Skály. Je zde evidováno 79 adres. Trvale zde žije 185 obyvatel.
Vranové 2.díl leží v katastrálním území Vranové II o rozloze 1,77 km2. V katastrálním území Vranové II leží i Křížky a Záborčí.

## Historie
První písemná zmínka o vsi Vranové pochází z roku 1382.

## Pamětihodnosti
- Kříž u čp. 34